# Pedralva
Pedralva é um município brasileiro do estado de Minas Gerais. Localiza-se a uma latitude 22º14'34" sul e a uma longitude 45º27'57" oeste, estando a uma altitude de 911 metros e distante 445 km da capital Belo Horizonte. Segundo o censo de 2022, sua população naquele ano era de 10 760 habitantes. Possui uma área de 217,989 km².

## História
A origem de São Sebastião do Capituba, antigo nome de Pedralva, está ligada à descoberta das minas do rio Verde. Em 1737, o Ouvidor de São João del-Rei organizou uma expedição com o intuito de enquadrar as minas à organização fiscal da Coroa Portuguesa, o que resultou no povoamento da região. Já em 1763, o nome de São Sebastião do Capituba aparece no livro de registro de batismos da catedral de Campanha e, em 1769, foi construída a primeira capela. No ano de 1832, foi criada a freguesia, com o mesmo nome, que veio a ser modificado, em 1880, para São Sebastião da Pedra Branca, passando a fazer parte do município de Cristina. Em 1884, é criado o município de Pedra Branca, desmembrando-se de Cristina e, no ano de 1943, este recebe a denominação atual de Pedralva.

## Geografia
O município está localizada no Sul de Minas,cortada pela MG-347, Rodovia Venceslau Brás, uma das principais rodovias de acesso a região do Circuito das Águas do Sul de Minas,e bem localizada entre os principais corredores viários do país,a Rodovia Fernão Dias, 52 km e Rodovia Presidente Dutra,105 km.

## Economia
O território municipal está no Maciço da Serra da Mantiqueira. No setor econômico, a avicultura ocupa lugar de relevância nacional,também se destacam a produção de café e banana,além de um comércio bastante diversificado.

### Turismo
A serra do Pedrão, grande maciço rochoso, onde se pratica voo livre, trekking e alpinismo e a serra da Pedra Branca, um dos pontos culminantes da região com 1.848 metros de altitude, a Gruta do Badulaque, um sítio arqueológico, cachoeiras, rios e lagos constituem locais de atração para os visitantes.

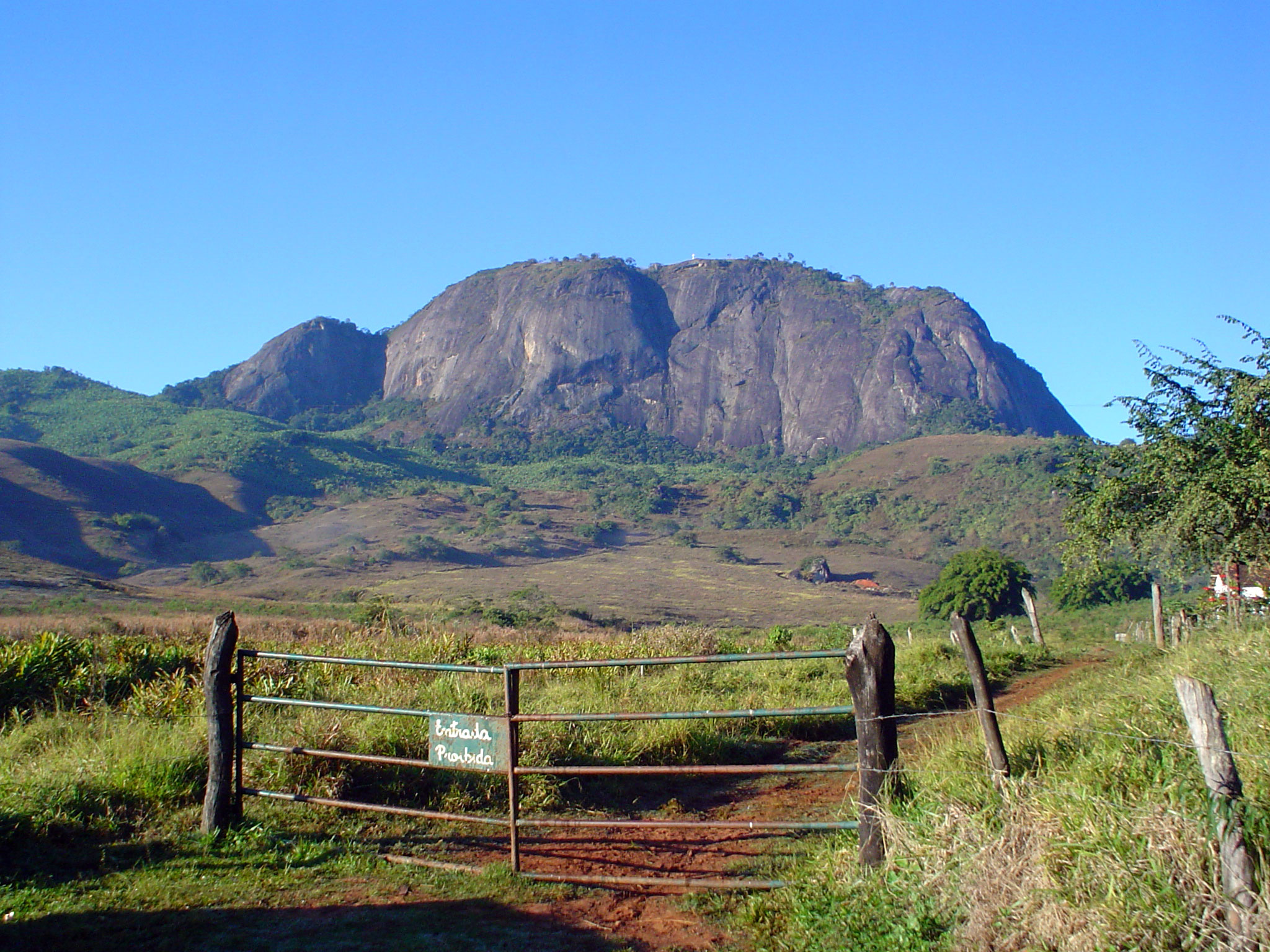
Serra do Pedrão

### Festividades
Entre suas principais festividades estão a festa do padroeiro São Sebastião (janeiro), Carnaval (destaque para o Bloco do Pink Floyd e a Bateria Independente Tigres de Ouro, que auxilia a maioria dos blocos de rua), aniversário do município (7 de maio), Pedrock (mostra de bandas, em julho) e na última semana de novembro em que acontece o Festival Afro-brasileiro (Festa Afrocultural).

### Produtos artesanais
Algumas pessoas defendem que a cidade tem a melhor cachaça do Brasil. Além disso a cidade conta com a produção artesanal de doces, o tradicional queijo mineiro e artesanatos em geral.

### Cidade dos gêmeos
No dia 28 de setembro de 2007, foi exibida uma matéria no programa Globo Repórter, da Rede Globo, na qual Pedralva foi alvo de uma pesquisa que reuniu 40 pares de gêmeos na praça principal da cidade. Desde então, Pedralva ficou conhecida como Cidade dos Gêmeos e reapareceu em outros programas televisivos.

## Ligações externas

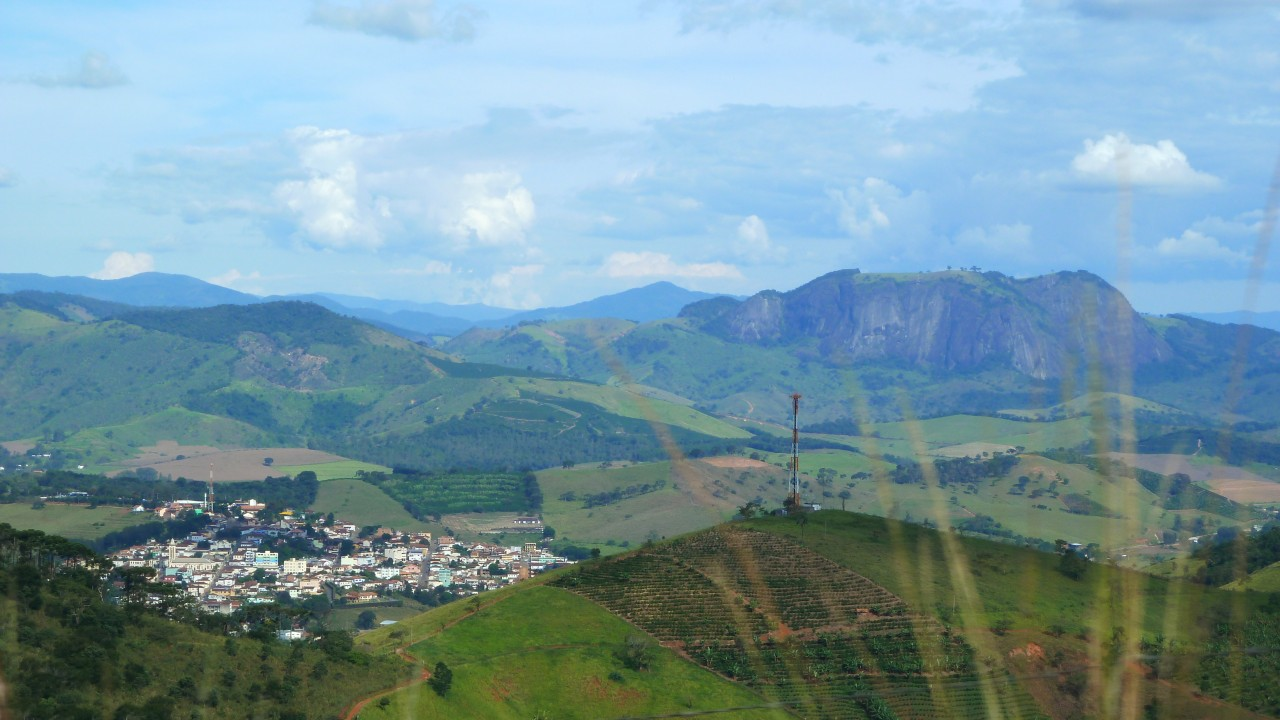
Pedralva e Pedra do Pedrão

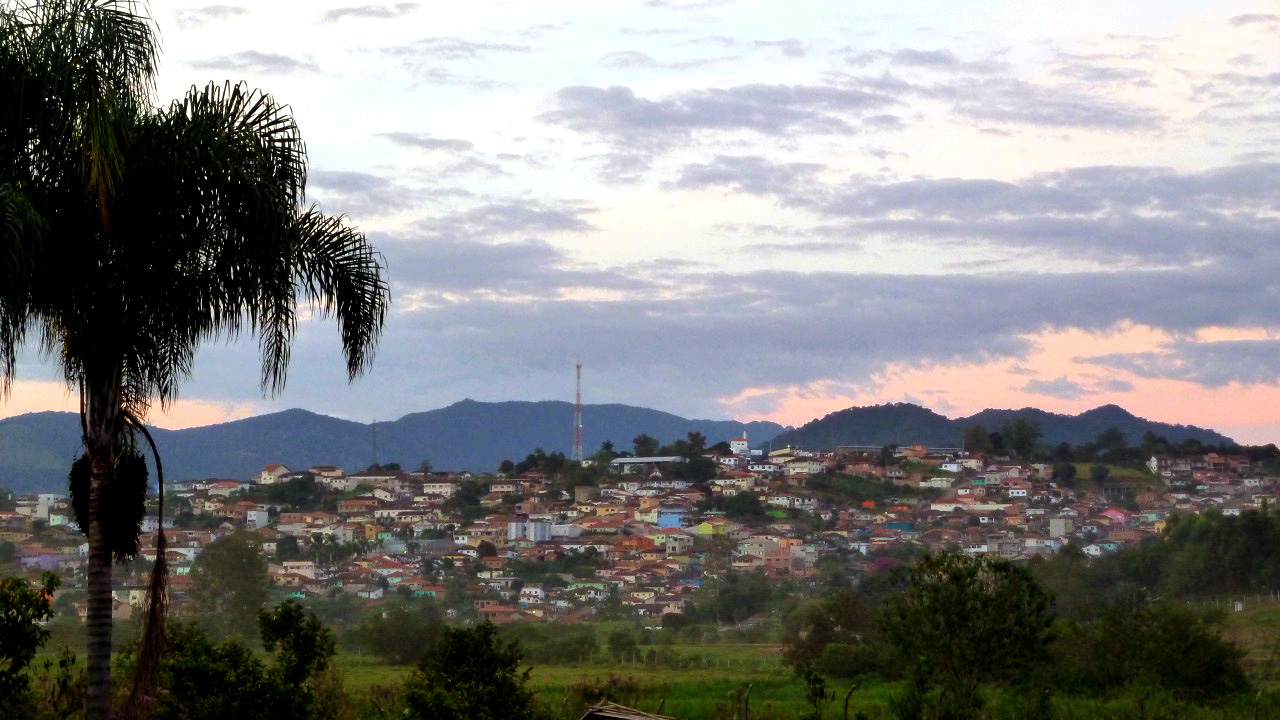
Fim de tarde em Pedralva